# Ontherus zikani
Ontherus zikani är en skalbaggsart som beskrevs av Luederwaldt 1930. Ontherus zikani ingår i släktet Ontherus och familjen bladhorningar. Inga underarter finns listade i Catalogue of Life.